# Mildred Archer
Mildred Archer (* 28. Dezember 1911 in London; † 4. Februar 2005 in Cleeve, Somerset) war eine britische Ethnologin und Kunsthistorikerin, die die Volkskunst und Folklore Nordostindiens sammelte und als Kustodin der Sammlungen der East India Company die Sichtung und Auswertung von deren ausgedehnten Bildbeständen vornahm.

## Ausbildung, Ehe und Jahre in Indien
Mildred („Tim“) Bell, so ihr Mädchenname, trat nach dem Schulbesuch in London 1930 in das St Hilda’s College, Oxford mit der Studienrichtung Geschichte ein. Dort traf sie ihren späteren Mann William („Bill“) G. Archer, einen Freund ihres Bruders aus Cambridge. Bill legte die Prüfung für den indischen Verwaltungsdienst (Indian Civil Service) ab und studierte Hindi an der School of Oriental Studies (SOAS) der Universität London. Das Paar war – wie viele Studenten in jenen wirtschaftlich schwierigen Zeiten in Cambridge – links orientiert und Mitglied im Labour Club der Universität. 1931 brach Bill zum Dienst nach Indien auf, von wo er 1934 nach einem Hitzschlag nach England zurückkehrte. Als frisch verheiratetes Paar reisten Mildred und Bill nach Indien zurück, wo Bill über ein Jahrzehnt lang, am Ende als District Officer, in Bihar tätig war. Während ihr Mann der Verwaltungsarbeit nachging, betätigte sich „Tim“ auf eigene Faust als Kunst-Ethnologin in diesen entlegenen Landstrichen. Das Paar legte damals den Grundstein für seine Kunst- und ethnologischen Sammlungen. Seine kritische Einstellung zur herrschenden Kolonialpolitik, zur Frage der indischen Unabhängigkeit und zur Club- und Bridgebegeisterung ihrer englischen Landsleute schildert das Paar rückblickend in seinen Erinnerungen.
In Indien kamen ihr Sohn (Michael) und ihre Tochter (Margaret) zur Welt. Aus Mangel an geeignetem Lehrmaterial verfasste das Ehepaar kurzerhand selbst englische Schulbücher („The Bihar Reader“, 1936 ff.)
Trotz seiner Sympathie für die indische Freiheitsbewegung gab William Archer 1942 der Polizei freie Hand, als diese in Patna das Feuer auf demonstrierende Studenten eröffnete; es gab 8 Tote, William war fortan „the butcher of Patna“ („der Schlächter von Patna“), was ihn in Konflikt mit vielen seiner indischen Bekannten und Freunde brachte.
1942 wurden die Archers zunächst ins Santalgebiet im heutigen Ostbihar, dann gegen Kriegsende ins Nagaland im äußersten Nordosten Indiens versetzt, wo Bill Archer seinen ethnologischen Studien nachgehen konnte.

## Kustos für die Gemälde der Ostindienkompanie in London
Die Archers kehrten 1947 nach England zurück, und William wurde 1949 zum Kustos für Indische Kunst am Victoria and Albert Museum in London bestellt, wo er sich vor allem der indischen Hofmalerei und der Malerei im sogenannten Company Style, einem Malstil im Auftrag der Mitarbeiter der Ostindiengesellschaft, widmete.
Mildred Archer wuchs erst nach und nach als Hilfskraft durch die Katalogisierung der Gemäldebestände der East India Company in die Kunstgeschichte hinein, die sie 1954–1980 als Kustos der Bestände der Indian Office Library durch zahllose Publikationen und Ausstellungen einem breiten Publikum erschloss. Mit dem plötzlichen Tod ihres Mannes im Jahr 1979 brach ihre Publikationstätigkeit nicht ab, die letzte Veröffentlichung datiert von 1994. Ihre Verdienste um die Kenntnis der damals in Indien tätigen Hindu-, Muslim- und britischen Künstler wurden 1979 mit dem „Order of the British Empire“ (OBE) gewürdigt.
Für die bildende Kunst der frühen englischen Kolonialzeit und die indische Hofkunst des 18. und 19. Jahrhunderts sind die Arbeiten von Mildred Archer ebenso unverzichtbar wie für die Volkskunst Bihars.

## Anekdotisches
„Tim“ Archer war in London für ihre Archivkenntnisse bei der India Office Library berühmt. Um sie kreisen zahlreiche Anekdoten, so der Warnruf der Mitarbeiter in die dicht aufgestellten, beweglichen Buchregale, wenn man sie zusammenschieben wollte "Are you inside, Mrs Archer?"